# Championnats du monde de biathlon 2002
Navigation
Pokljuka 2001 Khanty-Mansiïsk 2003
Les Championnats du monde de biathlon 2002 se déroulent à Oslo (Norvège). Seule l'épreuve de la mass-start a lieu cette année-là,  en raison des Jeux olympiques d'hiver de 2002.

## Les résultats

### Hommes
| Épreuves         | Or                    | Argent                 | Bronze                 |
| ---------------- | --------------------- | ---------------------- | ---------------------- |
| Mass Start 15 km | Raphaël Poirée France | Sven Fischer Allemagne | Frode Andresen Norvège |

### Femmes
| Épreuves           | Or                      | Argent             | Bronze                    |
| ------------------ | ----------------------- | ------------------ | ------------------------- |
| Mass Start 12.5 km | Olena Zubrilova Ukraine | Olga Pyleva Russie | Olga Nazarova Biélorussie |

## Résultats détaillés

### Hommes

#### Mass Start (15 km)
| Rang               | Biathlète            | Temps         | Fautes  | Retard         |
| ------------------ | -------------------- | ------------- | ------- | -------------- |
| Médaille d'or      | Raphaël Poirée       | 37 min 57 s 8 | 1+0+0+1 | —              |
| Médaille d'argent  | Sven Fischer         | 38 min 15 s 7 | 1+0+1+2 | + 17 s 9       |
| Médaille de bronze | Frode Andresen       | 38 min 24 s 3 | 0+2+1+2 | + 26 s 5       |
| 4                  | Oleg Ryjenkov        | 38 min 30 s 9 | 0+0+1+0 | + 33 s 1       |
| 5                  | Daniel Mesotitsch    | 38 min 33 s 5 | 0+0+1+0 | + 35 s 7       |
| 6                  | Frank Luck           | 38 min 34 s 5 | 1+1+0+0 | + 36 s 7       |
| 7                  | Ole Einar Bjørndalen | 38 min 34 s 7 | 2+1+2+0 | + 36 s 9       |
| 8                  | Ilmārs Bricis        | 38 min 38 s 9 | 0+1+0+0 | + 41 s 1       |
| 9                  | Paavo Puurunen       | 38 min 40 s 6 | 0+0+0+2 | + 42 s 8       |
| 10                 | Viktor Maïgourov     | 39 min 02 s 7 | 0+0+1+1 | + 1 min 04 s 9 |

### Femmes

#### Mass Start (12.5 km)
| Rang               | Biathlète             | Temps         | Fautes  | Retard         |
| ------------------ | --------------------- | ------------- | ------- | -------------- |
| Médaille d'or      | Olena Zubrilova       | 37 min 09 s 5 | 0+0+0+0 | —              |
| Médaille d'argent  | Olga Pyleva           | 37 min 30 s 8 | 0+0+1+0 | + 21 s 3       |
| Médaille de bronze | Olga Nazarova         | 37 min 47 s 2 | 0+1+0+0 | + 37 s 7       |
| 4                  | Ekaterina Dafovska    | 37 min 57 s 4 | 0+0+2+1 | + 47 s 9       |
| 5                  | Uschi Disl            | 38 min 04 s 9 | 0+0+1+2 | + 55 s 4       |
| 6                  | Sandrine Bailly       | 38 min 14 s 1 | 1+0+1+0 | + 1 min 04 s 6 |
| 7                  | Katrin Apel           | 38 min 55 s 1 | 1+1+3+1 | + 1 min 45 s 6 |
| 8                  | Magdalena Forsberg    | 38 min 56 s 0 | 2+0+2+2 | + 1 min 46 s 5 |
| 9                  | Sylvie Becaert        | 38 min 57 s 3 | 1+0+1+1 | + 1 min 47 s 8 |
| 10                 | Svetlana Ichmouratova | 39 min 05 s 5 | 0+0+1+2 | + 1 min 56 s 0 |

## Le tableau des médailles
| Médailles | Pays        | Or | Argent | Bronze | Ensemble |
| --------- | ----------- | -- | ------ | ------ | -------- |
| 1         | France      | 1  | 0      | 0      | 1        |
| 1         | Ukraine     | 1  | 0      | 0      | 1        |
| 3         | Allemagne   | 0  | 1      | 0      | 1        |
| 3         | Russie      | 0  | 1      | 0      | 1        |
| 5         | Biélorussie | 0  | 0      | 1      | 1        |
| 5         | Norvège     | 0  | 0      | 1      | 1        |